# Гленсайд (Пенсільванія)
Гленсайд (англ. Glenside) — переписна місцевість (CDP) в США, в окрузі Монтгомері штату Пенсільванія. Населення — 7737 осіб (2020).

## Географія
Гленсайд розташований за координатами 40°6′12″ пн. ш. 75°9′6″ зх. д. / 40.10333° пн. ш. 75.15167° зх. д. (40.103210, -75.151772).  За даними Бюро перепису населення США в 2010 році переписна місцевість мала площу 3,32 км², уся площа — суходіл.

### Клімат
| Клімат : Гленсайд | Клімат : Гленсайд | Клімат : Гленсайд | Клімат : Гленсайд | Клімат : Гленсайд | Клімат : Гленсайд | Клімат : Гленсайд | Клімат : Гленсайд | Клімат : Гленсайд | Клімат : Гленсайд | Клімат : Гленсайд | Клімат : Гленсайд | Клімат : Гленсайд | Клімат : Гленсайд |
| Показник | Січ.              | Лют.              | Бер.              | Квіт.             | Трав.             | Черв.             | Лип.              | Серп.             | Вер.              | Жовт.             | Лист.             | Груд.             | Рік               |
| Абсолютний максимум, °C | 22,8              | 22,8              | 31,1              | 35,0              | 35,6              | 38,9              | 38,9              | 38,9              | 36,7              | 31,1              | 27,8              | 24,4              | 38,9              |
| Середній максимум, °C | 2,8               | 5,6               | 10,0              | 16,7              | 22,2              | 27,2              | 29,4              | 28,9              | 25,0              | 18,3              | 12,2              | 6,1               | 17,0              |
| Середній мінімум, °C | −7,2              | −4,4              | 0,0               | 5,0               | 10,6              | 16,7              | 19,4              | 18,3              | 13,3              | 6,1               | 1,1               | −3,3              | 6,1               |
| Абсолютний мінімум, °C | −23,9             | −19,4             | −18,3             | −8,9              | 0,0               | 1,1               | 7,2               | 2,8               | −1,1              | −6,7              | −11,7             | −23,3             | −23,9             |
| Норма опадів, мм | 87                | 76                | 110               | 105               | 111               | 117               | 128               | 101               | 115               | 97                | 100               | 107               | 1255              |
| --- | ----------------- | ----------------- | ----------------- | ----------------- | ----------------- | ----------------- | ----------------- | ----------------- | ----------------- | ----------------- | ----------------- | ----------------- | ----------------- |
| Джерело: The Weather Channel Average Weather for Glenside, PA. The Weather Channel. Архів оригіналу за 5 березня 2010. Процитовано 30 вересня 2011. |                   |                   |                   |                   |                   |                   |                   |                   |                   |                   |                   |                   |                   |

## Демографія
Згідно з переписом 2010 року, у переписній місцевості мешкали 8384 особи в 3048 домогосподарствах у складі 1904 родин. Густота населення становила 2528 осіб/км².  Було 3176 помешкань (958/км²).
Расовий склад населення:
| - 87,1 % — білих - 7,2 % — чорних або афроамериканців - 2,8 % — азіатів - 0,2 % — корінних американців - 1,0 % — осіб інших рас |

До двох чи більше рас належало 1,7 %. Частка іспаномовних становила 2,9 % від усіх жителів.
За віковим діапазоном населення розподілялося таким чином: 20,2 % — особи молодші 18 років, 68,8 % — особи у віці 18—64 років, 11,0 % — особи у віці 65 років та старші. Медіана віку мешканця становила 33,8 року. На 100 осіб жіночої статі у переписній місцевості припадало 83,0 чоловіків;  на 100 жінок у віці від 18 років та старших — 77,5 чоловіків також старших 18 років.
Середній дохід на одне домашнє господарство  становив 97 433 долари США (медіана — 84 506), а середній дохід на одну сім'ю — 118 521 долар (медіана — 103 792). Медіана доходів становила 71 139 доларів для чоловіків та 55 360 доларів для жінок. За межею бідності перебувало 5,0 % осіб, у тому числі 3,1 % дітей у віці до 18 років та 2,5 % осіб у віці 65 років та старших.
Цивільне працевлаштоване населення становило 4318 осіб. Основні галузі зайнятості: освіта, охорона здоров'я та соціальна допомога — 33,8 %, науковці, спеціалісти, менеджери — 12,5 %, роздрібна торгівля — 10,8 %.